# Mehmet Kraja
Mehmet Kraja (ur. 27 czerwca 1952 w Koštanjicy) – kosowski dramaturg i polityk, członek Akademii Nauk i Sztuk Kosowa.

## Życiorys
Ukończył studia na Wydziale Języka i Literatury Albańskiej na Uniwersytecie w Prisztinie. W latach 1974–1976 był redaktorem naczelnym gazety Bota e re – gazety studenckiej tego uniwersytetu. Pracował następnie jako dziennikarz i redaktor gazety Rilindja, gdzie publikował treści o tematyce naukowej i literackiej.
Pod koniec lat 80. zaangażował się w ruchy polityczne, był współzałożycielem Demokratycznej Partii Kosowa.
W latach 1992–1999 mieszkał i pracował w Tiranie, wtedy zrezygnował z działalności politycznej poświęcił się literaturze i dziennikarstwu. Po wojnie w Kosowie był redaktorem dzienników Zëri i Popullit oraz Koha Ditore.
Od 2002 roku jest wykładowcą na Wydziale Sztuki Uniwersytetu w Prisztinie.

## Utwory dramatyczne[1]
- Tri drama (1987)
- Pesë ide për lojë skenike (1999)
- Krishti qëndroi tri ditë në Kosovë (2002)
- Grafitet (2005)
- Hëna prej letre (2007)
- Im atë donte Adolfin (2007)